# Callovien
| Systeem                              | Serie           | Etage         | Ouderdom (Ma) |
| ------------------------------------ | --------------- | ------------- | ------------- |
| Krijt                                | Vroeg           | Berriasien    | Jonger        |
| Jura                                 | Boven (Malm)    | Tithonien     | 145,0–152,1   |
| Jura                                 | Boven (Malm)    | Kimmeridgien  | 152,1–157,3   |
| Jura                                 | Boven (Malm)    | Oxfordien     | 157,3–163,5   |
| Jura                                 | Midden (Dogger) | Callovien     | 163,5–166,1   |
| Jura                                 | Midden (Dogger) | Bathonien     | 166,1–168,3   |
| Jura                                 | Midden (Dogger) | Bajocien      | 168,3–170,3   |
| Jura                                 | Midden (Dogger) | Aalenien      | 170,3–174,1   |
| Jura                                 | Onder (Lias)    | Toarcien      | 174,1–182,7   |
| Jura                                 | Onder (Lias)    | Pliensbachien | 182,7–190,8   |
| Jura                                 | Onder (Lias)    | Sinemurien    | 190,8–199,3   |
| Jura                                 | Onder (Lias)    | Hettangien    | 199,3–201,3   |
| Trias                                | Boven           | Rhaetien      | Ouder         |
| Indeling van het Jura volgens de ICS |                 |               |               |

Het Callovien (Vlaanderen: Calloviaan) is de jongste tijdsnede in het Midden-Jura, met een ouderdom van 166,1 ± 1,2 tot 163,5 ± 1,0 Ma. In de stratigrafie is het een etage met deze ouderdom, die vooral in Europa gebruikt wordt. Het Callovien volgt op het Bathonien en boven het Callovien komt het Oxfordien.

## Naamgeving en definitie
Het Callovien werd gedefinieerd door de Franse paleontoloog Alcide d'Orbigny (1802 - 1857), die het noemde naar Callovium, de Latijnse naam voor Chalivoy-Milon in Frankrijk of naar Kellaway, een dorpje in Wiltshire.
De basis van het Callovien wordt gedefinieerd door het eerste voorkomen van het ammonietengeslacht Kepplerites (Kosmoceratidae). De top wordt gedefinieerd door het eerste voorkomen van de ammoniet Brightia thuouxensis.

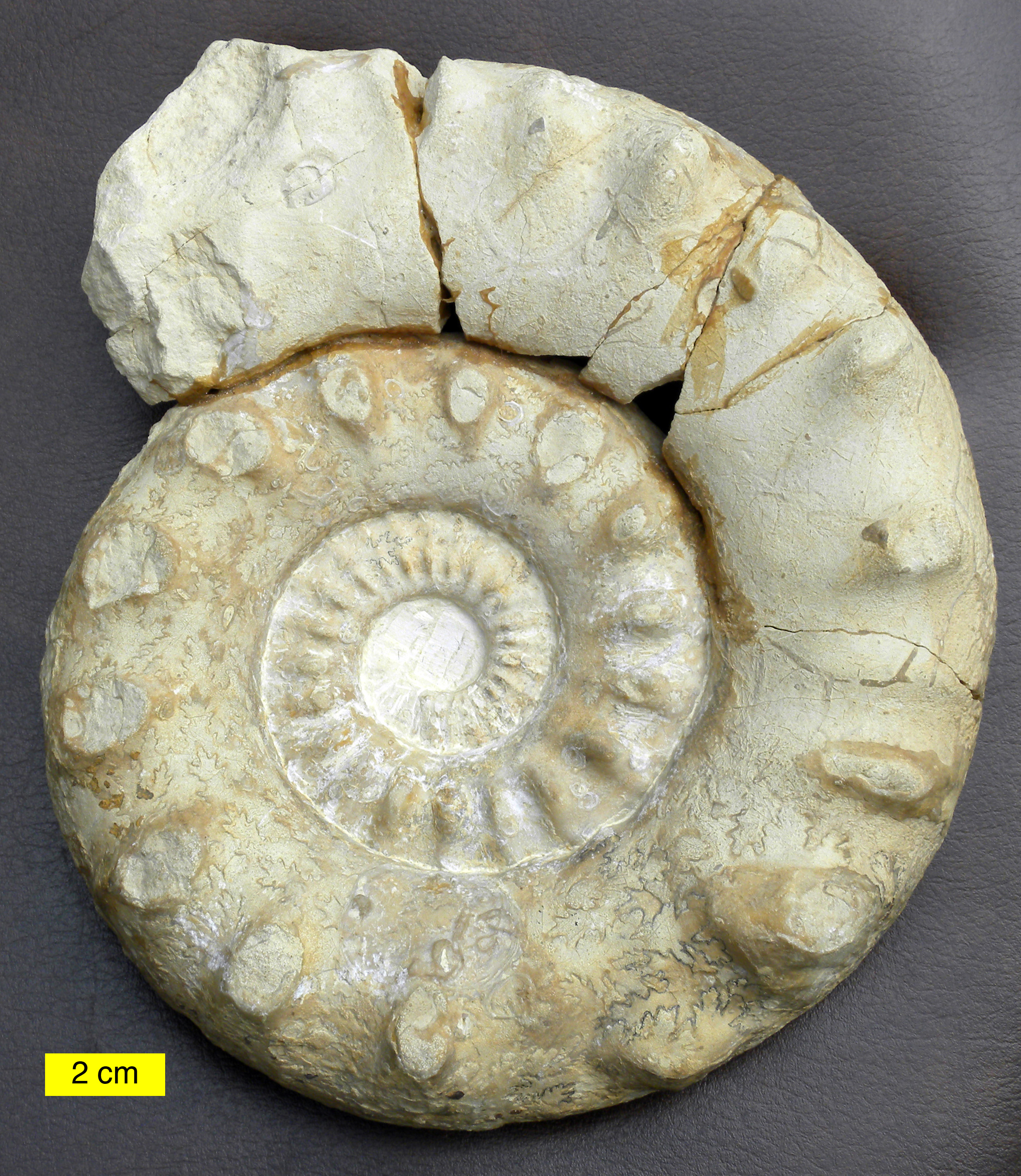
Peltoceras solidum Peltoceras solidum Israel.
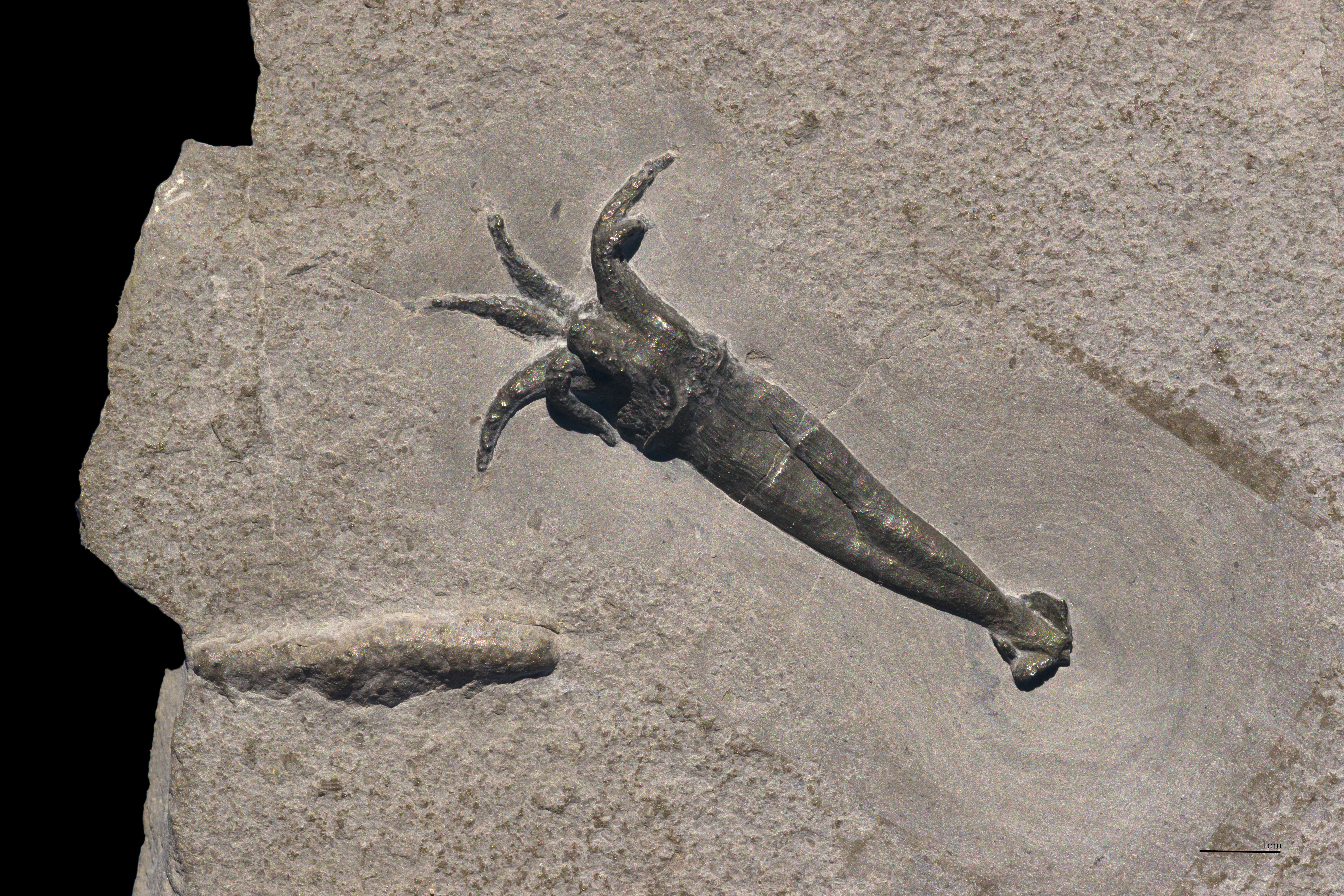
Rhomboteuthis lehmani  La Voulte-sur-Rhône,  France.
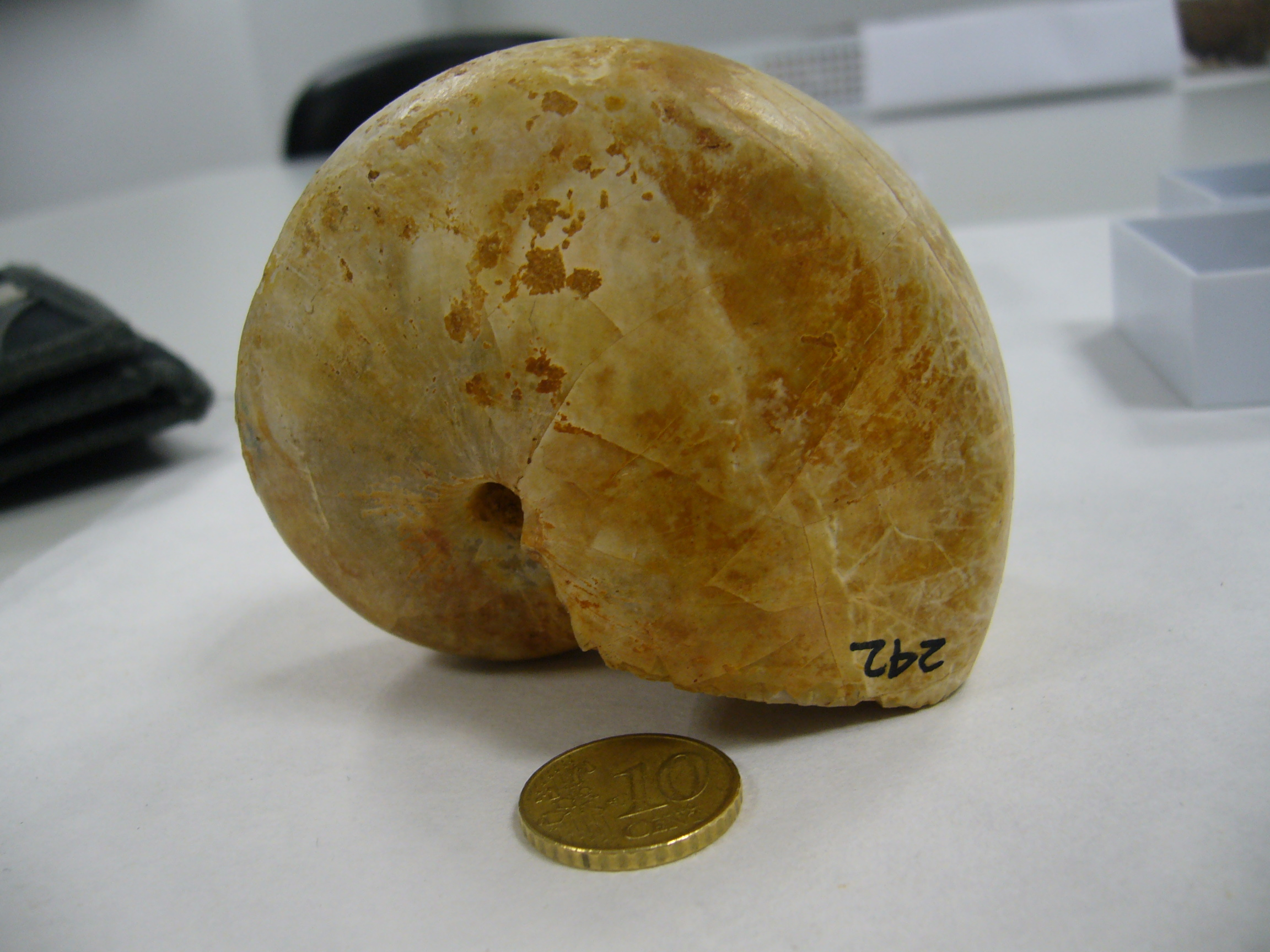
Nautilus sp., uit het Callovien van Madagaskar.